# 源基平
源 基平（みなもと の もとひら）は、平安時代中期の公卿。三条源氏、敦明親王（小一条院）の子。官位は従二位・参議。

## 経歴
後朱雀朝の長久2年（1041年）元服と同時に一世源氏待遇の蔭位により従四位上に直叙され、翌長久3年（1042年）侍従に任ぜられる。長久4年（1043年）正四位下に叙せられた。
寛徳2年（1045年）後冷泉天皇の即位に伴って尊仁親王（のち後三条天皇）が東宮に立てられると東宮殿上を許される。寛徳3年（1046年）2月に備中権守を兼ねると、同年11月の大嘗会において主基国司により従三位に昇叙されて公卿に列した。
永承5年（1050年）には参議に任ぜられるが、引き続き侍従を務めるとともに、讃岐権守・伊予権守などの地方官も兼帯した。この間の永承6年（1051年）正月に父・小一条院（敦明親王）が没しその喪に服すが、同年6月に正三位に陞叙され、天喜5年（1057年）従二位に至る。
康平7年（1064年）5月15日薨去。享年39。

## 官歴
『公卿補任』による。
- 長久2年（1041年） 12月8日：従四位上（直叙、一世源氏、元服日）
- 長久3年（1042年） 4月3日：侍従
- 長久4年（1043年） 正月7日：正四位下（小一條院御給）
- 寛徳2年（1045年） 正月16日：東宮昇殿（春宮・尊仁親王）
- 寛徳3年（1046年） 2月11日：兼備中権守。11月3日：従三位（主基国司）、侍従如元
- 永承5年（1050年） 11月25日：参議
- 時期不明：讃岐権守
- 永承6年（1051年） 正月8日：服解（父）。日付不詳：復任。6月17日：正三位（内大臣譲）
- 天喜4年（1056年） 2月3日：兼伊予権守
- 天喜5年（1057年） 正月5日：従二位（内大臣譲）
- 康平5年（1062年） 正月30日：兼備中権守、6月：服解（母）。11月20日：復任
- 康平7年（1064年） 5月15日：薨去

## 系譜
- 父：敦明親王
- 母：藤原頼宗の娘（?-1062）
- 妻：藤原良頼の娘
  - 男子：源季宗（1049-1086）
  - 男子：源行宗（1064-1144） - 兵衛佐局の養父
  - 男子：行尊（1055-1135） - 天台座主第44世
  - 女子：源基子（1047-1134） - 後三条天皇女御、実仁親王・輔仁親王生母
- 妻：源師頼の娘
- 生母不明の子女
  - 男子：覚意（1051-1107）
  - 男子：頼基
  - 男子：厳覚（1056-1121）
  - 男子：尋仁（?-?）
  - 男子：乗覚
  - 男子：宗真
  - 女子：源俊房室